# Социалистическая партия Албании
Социалисти́ческая па́ртия Алба́нии (алб. Partia Socialiste e Shqipërisë, PS) — политическая партия Албании, с 1991 — одна из двух основных партий на албанской политической сцене. Её позиции особенно сильны на промышленно развитом юге Албании, где среди населения преобладают тоски — одна из двух крупнейших этнических групп албанцев.
Член Социалистического интернационала.

## История
Социалистическая партия Албании — правопреемник Албанской партии труда — единственной партии, существовавшей в Албании при коммунистическом режиме.

## Современность
В 1997 году сменила у власти Демократическую партию Албании в результате острейшего политического кризиса, поставившего страну на грань гражданской войны.
На парламентских выборах 2002 года получила 73 места и сформировала правительство. На выборах 2005 года утратила парламентское большинство и перешла в оппозицию.

## Руководство
Действующий руководитель партии — Эди Рама. С создания партии до 1 сентября 2005 года руководителем партии был Фатос Нано, ушедший в отставку после поражения на выборах. В 1996-1997 годах Генеральным Секретарём партии был Реджеп Мейдани, будущий президент Албании.